# 蒙福爾特 (葡萄牙)
39°3′N 7°26′W / 39.050°N 7.433°W
蒙福爾特（葡萄牙語：Monforte），是葡萄牙的城鎮，位於該國中部，由波塔萊格雷區負責管轄，始建於1257年，面積420.25平方公里，2011年人口3,329，人口密度每平方公里7.92人。